# تاج و تخت لوتوس

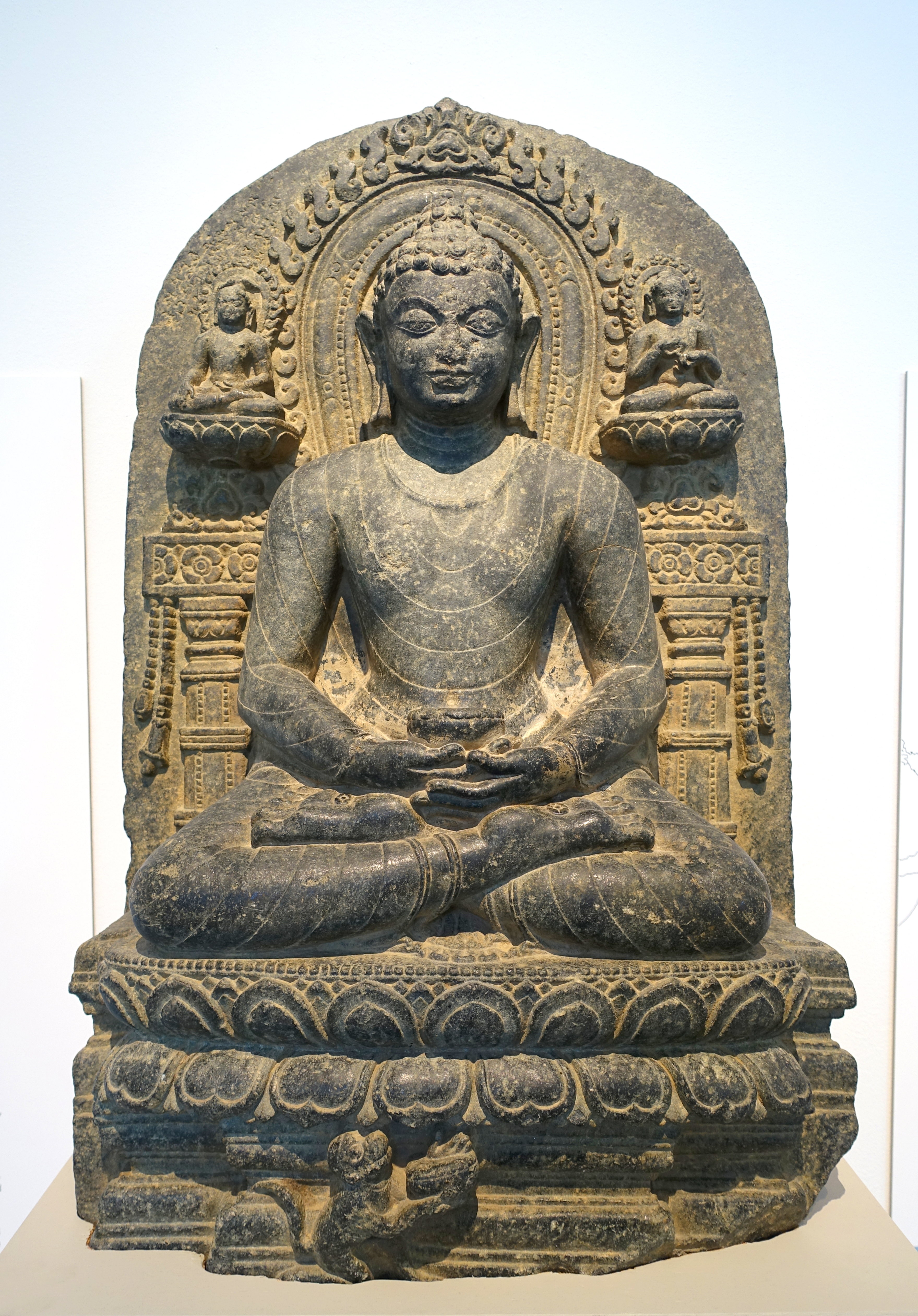

تاج و تخت لوتوس (سانسکریت: पद्मासन) در هنر آسیایی تخت لوتوس یا نیلوفر، گاهی اوقات سکوی لوتوس نیلوفر، یک گل لوتوس آبی است که به عنوان نشیمن یا پایه شکل استفاده می شود. این پایه معمولی برای شخصیت های الهی در هنر بودایی و هنر هندو است و اغلب در هنر جین دیده می شود. منشأ آن در هنر هند، به طور خاص از دین‌های هندی تا شرق آسیا است.